# Synagoge (Pappenheim)

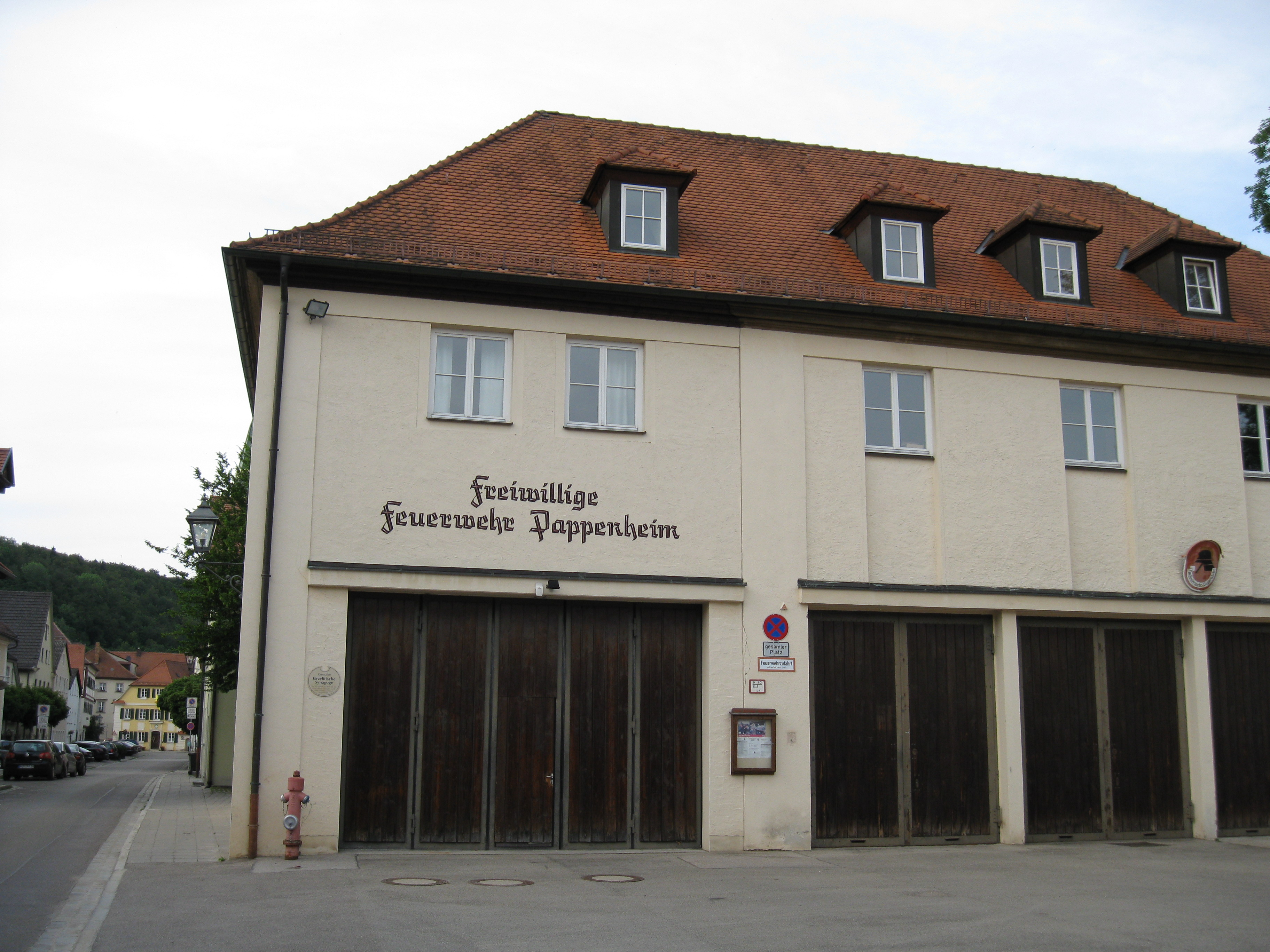
Ehemalige Synagoge in Pappenheim

Die ehemalige Synagoge in Pappenheim, einer Stadt im fränkischen Landkreis Weißenburg-Gunzenhausen in Bayern, wurde 1811 errichtet. Die profanierte Synagoge befindet sich an der Graf-Carl-Straße 27.

## Geschichte

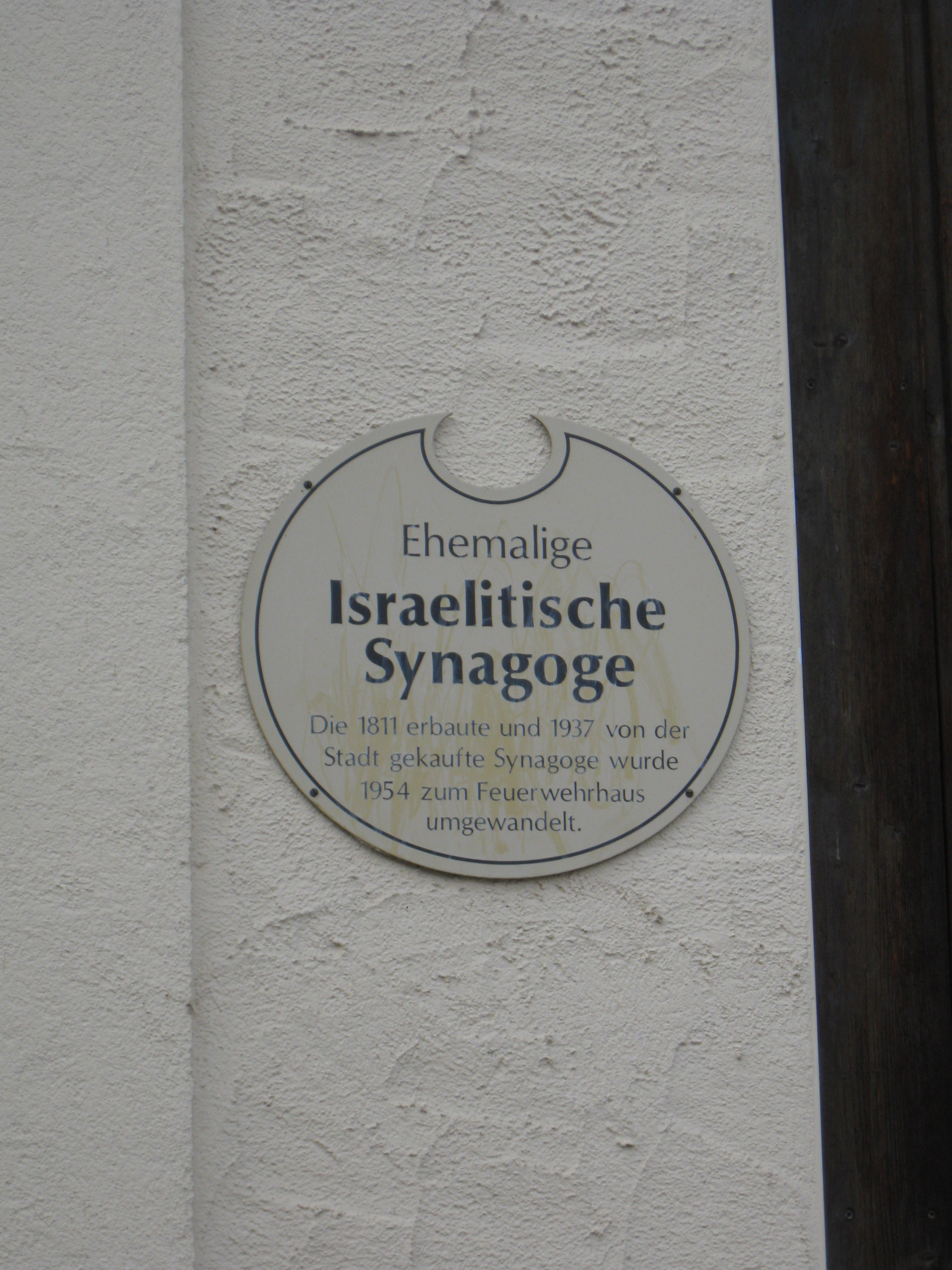
Infotafel

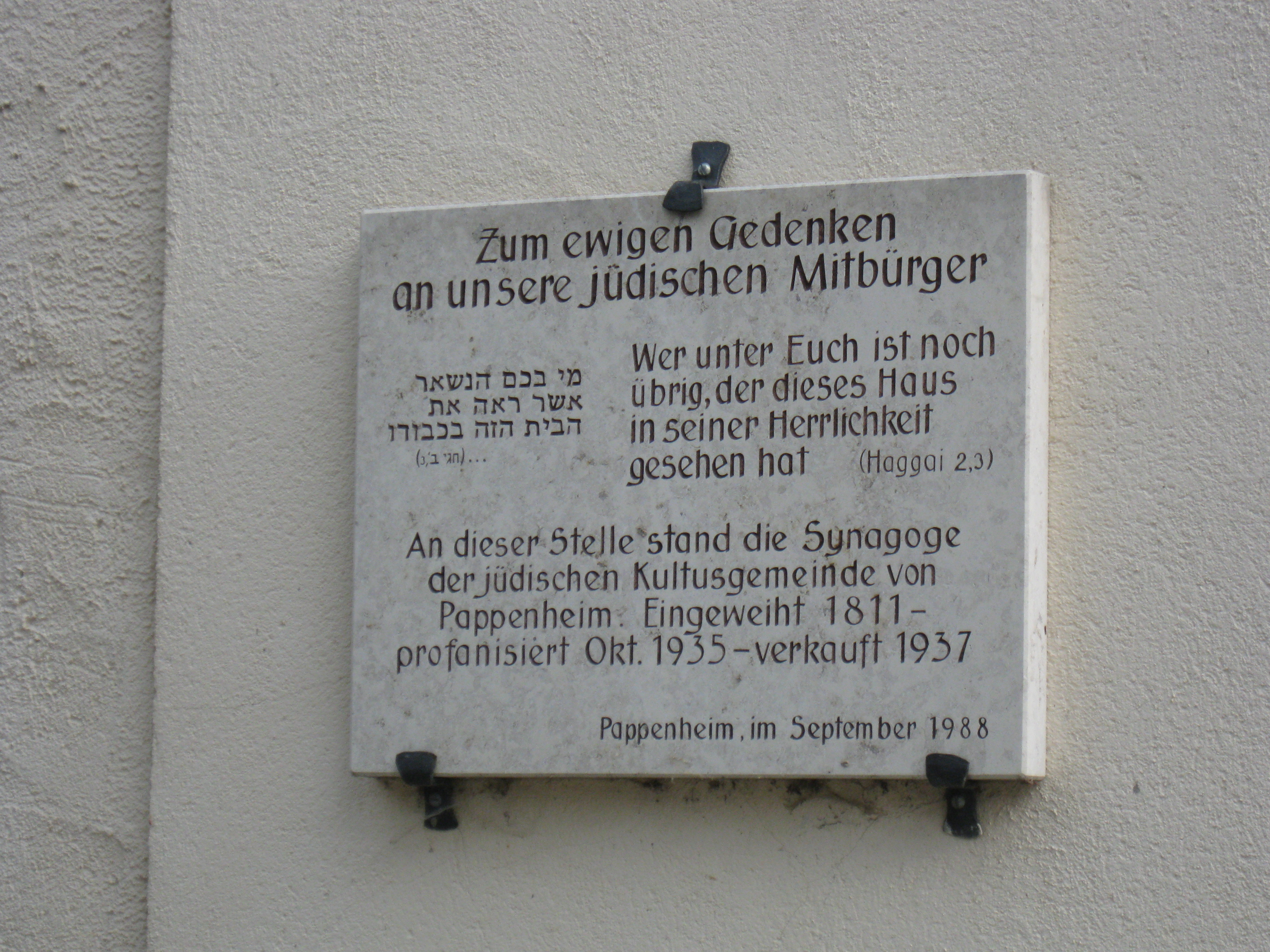
Gedenktafel

Im Mittelalter soll vermutlich eine Synagoge in Pappenheim vorhanden gewesen sein. Eine Marienkapelle soll auf deren Grundstück errichtet worden sein und möglicherweise steht die 1476 vollendete evangelisch-lutherische Stadtpfarrkirche an gleicher Stelle.
Die im Jahr 1811 erbaute Synagoge wurde bis Anfang der 1930er Jahre als Gotteshaus genutzt. Nach Auflösung der jüdischen Gemeinde im Jahr 1935 wurden die Ritualien an die jüdische Gemeinde in Treuchtlingen gegeben, wo sie beim Novemberpogrom 1938 zerstört wurden. Das Synagogengebäude in Pappenheim wurde 1937 an die Stadt verkauft.
Im Jahr 1954 wurde die ehemalige Synagoge zu einem Feuerwehrhaus umgebaut.